# ناصر البوز
عبد الناصر عادل البوز، المعروف بناصر البوز (ولد في نابلس عام 1965 - اختفت آثاره في آب 1989)، مناضل فلسطيني كان واحدا من مؤسسي مجموعة الفهد الأسود التابعة لحركة فتح في مدينة نابلس وقيادييها في فترة الانتفاضة الفلسطينية الأولى. اختفت آثاره في شهر آب عام 1989.

## عنه
شارك في فترة الانتفاضة الفلسطينية الأولى في تأسيس مجموعة الفهد الأسود المسلحة التابعة لحركة فتح في نابلس، التي لاحقت شبكات العملاء وأعدمت عددا منهم. لاحقته سلطات الاحتلال الإسرائيلي وهدمت عام 1988 منزل أسرته، التي اضطرت للإقامة في شقة تابعة للجنة الزكاة في المدينة. في آب 1989 أمرته قيادة القطاع الغربي بمغادرة الضفة الغربية، وتوجه إلى الحدود الأردنية لعبورها سرا، وانقطعت أخباره. وقدأنكرت سلطات الاحتلال الإسرائيلية معرفتها أي شيء عنه، كما لم تتاح أي معلومات عنه لدى الفلسطينيين، واعتبر لاحقا في عداد الشهداء. ظهر اسمه في أواخر أيار 2012 ضمن صفقة تسليم شهداء فلسطينيين احتجزتهم سلطات الاحتلال الإسرائيلي في ما يعرف بمقابر الأرقام، وسلم ما اعتقد انها رفاته إلى أسرته، ولكن فحص الحمض النووي أثبت أن الجثمان ليس لناصر البوز.
لناصر البوز 6 أشقاء في نابلس، وقد توفي والده عام 1996، ووالدته عام 2007.